# 约翰·爱德华兹
约翰尼·里德·“约翰”·爱德华兹（1953年6月10日—），美国民主党前参议员，2004年美国民主党副总统选举候选人（參議員约翰·克里为民主党2004年美国总统选举的候选人），在角逐2008年美国总统选举民主党候选人提名期間，於2008年1月30日宣佈退出總統競選。

## 生平
1953年爱德华兹出生于南卡罗来纳州，1974年毕业于北卡罗莱纳州立大学，获纺织工程本科学位。1977年毕业于北卡罗来纳大学教堂山分校法学院。

## 律师生涯
爱德华兹曾是田纳西州纳什维尔的律师，后在北卡罗来纳州的罗利开业。精于医疗过失的民事赔偿。他可能因此累积了个人财富一千二百万至六千万之间。

## 政治生涯
1998年在北卡罗来纳州击败美国前共和党参议员Lauch Faircloth当选美国民主党参议员。然而爱德华兹没有寻求连任。 
2004年始为美国总统选举初选的潜在竞争者之一。在初选中，民主党提名约翰·克里为民主党2004年美国总统选举的候选人，爱德华兹作为民主党美国副总统选举候选人。在2004年美国总统大选中，约翰·克里和约翰·爱德华兹输给乔治·W·布什。
2008年美国总统选举初选的潜在竞争者之一。

## 2008年美国总统选举

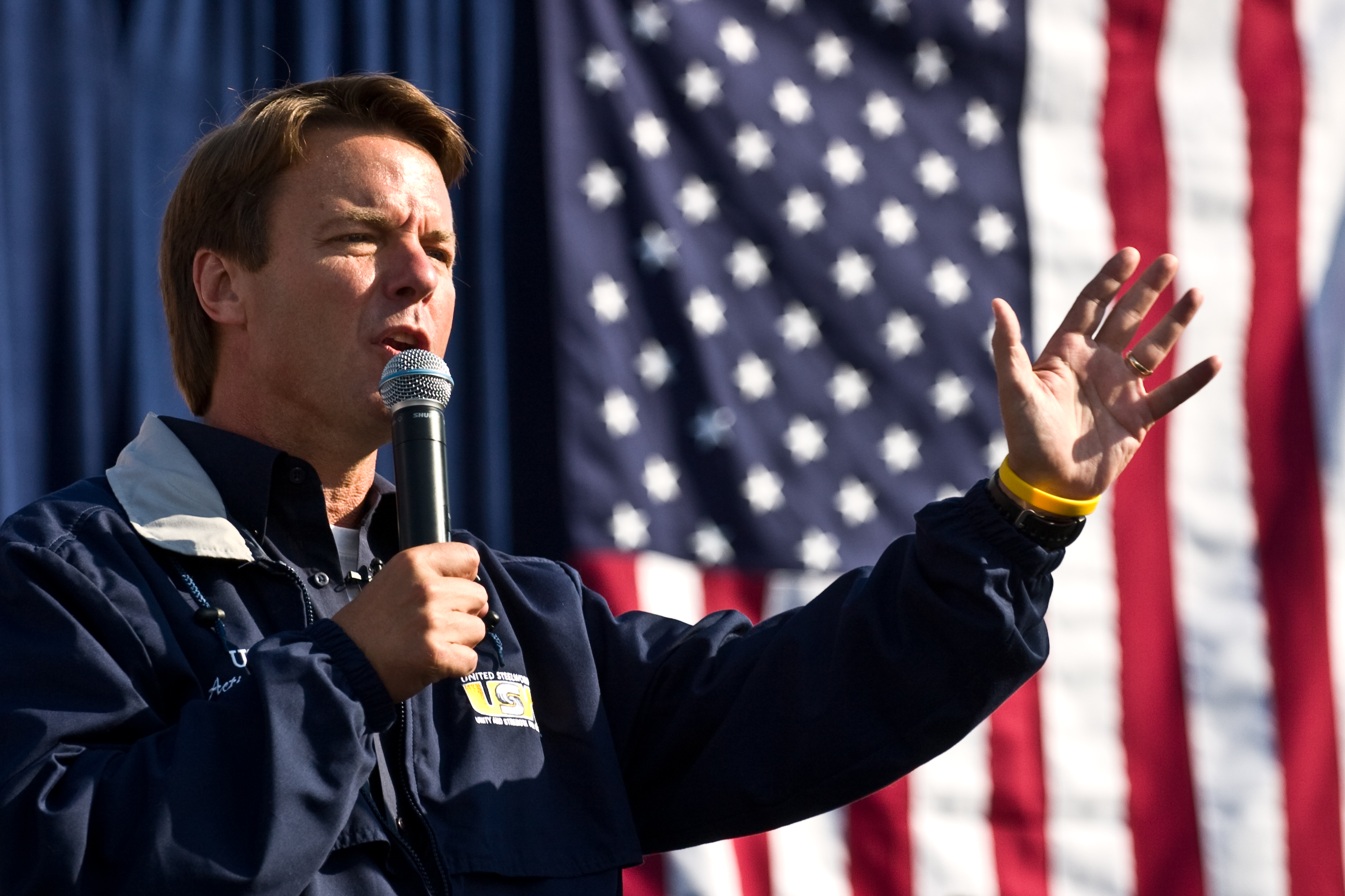
2007年愛德華茲在匹茲堡的演講

爱德华兹的竞选的主要工作重点是消除贫困，防止全球变暖，并提供全民医疗健康保障。
2007年1月3日，他宣佈參加2008年美國總統競選。
2007年3月22日，爱德华兹夫人伊丽莎白·爱德华兹宣布，她被诊断患有第四期乳癌，已转移到骨头，可能转移到她的肺。但他们打算继续竞选。
2007年4月18日，爱德华兹花了400美元理发。
2008年1月30日，宣佈退出總統競選，並改為支持參議員歐巴馬。

## 家庭
爱德华兹1977年與年長他四歲的伊丽莎白·爱德华兹結婚，婚後兩人育有兩子兩女。1996年其長子車禍喪生。
2008年黨內競選總統初選落敗後，他被揭發與其女助手有婚外情，並育有一名私生女，他於2010年1月證實有關消息。

## 醜聞
约翰·爱德华兹被揭發與其女助手有婚外情，並育有一名私生女。约翰·爱德华兹於2010年1月證實有關事實，伊丽莎白·爱德华兹憤而與其分居，並放棄接受治療。同年底去世。爱德华兹2011年6月3日遭起訴，被控在2008年總統選舉期間，把兩名大金主的90多萬元政治獻金，直接轉到他的情婦萊兒‧杭特(Rielle Hunter)和前助理楊格的名下，藉以掩飾他的婚外情，並提供情婦和私生子作為生活費。全案於2012年4月23日，在北卡羅來納州格林斯伯勒市聯邦法院開始審理。

## 著作
- 《四案审判》（Four Trials ）(与 John Auchard合著) (New York: Simon and Shuster, 2003) ISBN 0743244974
- 《家：我们生活的蓝图》（Home: The Blueprints of Our Lives ）(New York: Collins, 2006) ISBN 0060884541

## 参看
- 2008年美国总统选举